# Adolphe Royan
Pour les articles homonymes, voir Royan (homonymie).
Pierre Adolphe André Royan est un sculpteur français, né à Marseille le 19 juin 1869, et mort dans la même ville le 16 novembre 1925.

## Biographie

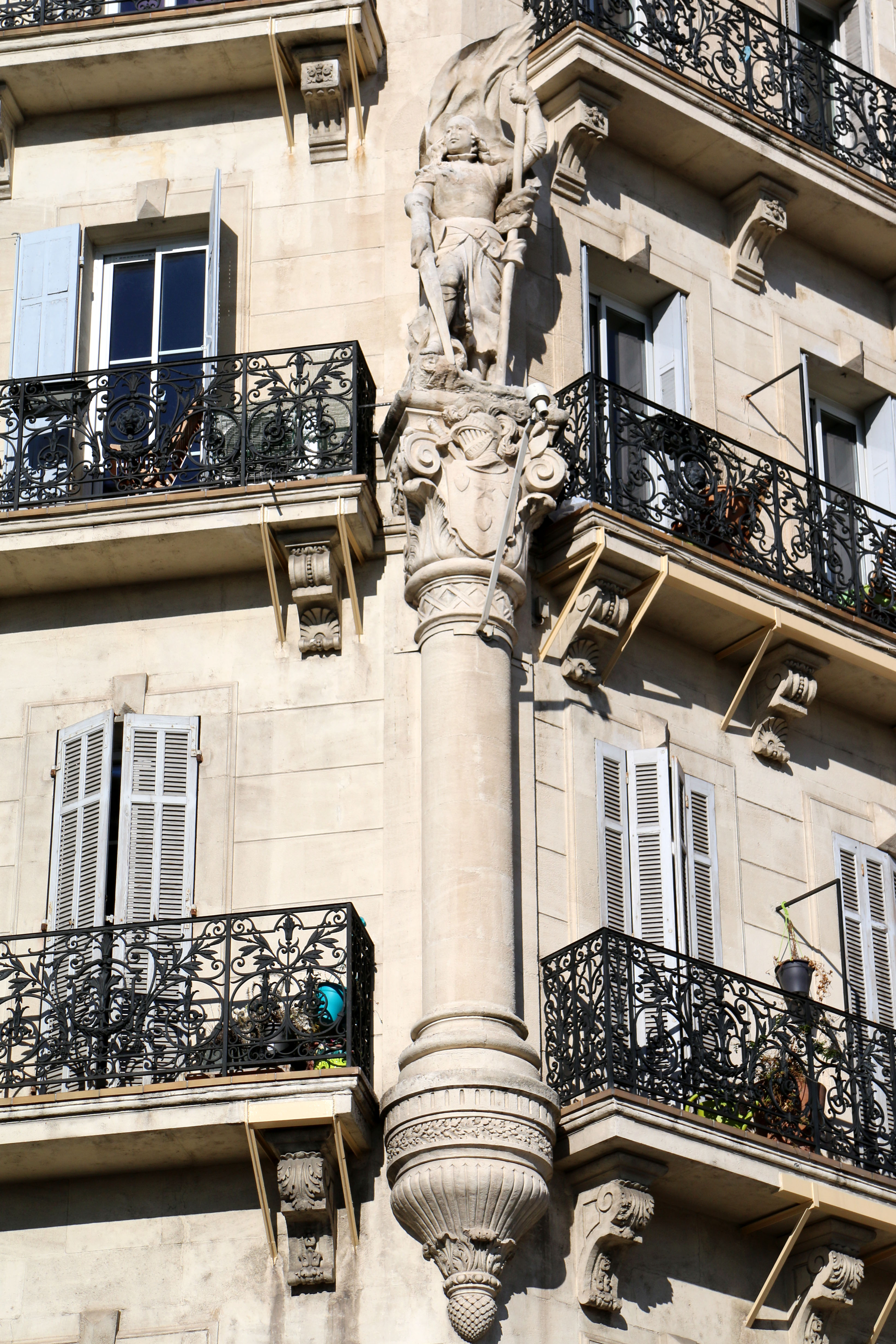
Statue de Jeanne d'Arc, angle de la rue de la bibliothèque et de la place Jean-Jaurès à Marseille

Adolphe Royan est le fils d'Auguste Royan, ornemaniste et collaborateur de l'architecte Joseph Letz qui réalisera divers monuments marseillais : achèvement du palais des Arts, façade de l'église des Augustins, Banque de France, etc.
Adolphe Royan travaille comme ornemaniste dans l'atelier familial. Vers 1895 il dessine le dessus de la porte d'entrée du no 60 de la rue de la République à Marseille. Il commence également une carrière de portraitiste en réalisant plusieurs bustes. Il réalise une statue de Jeanne d'Arc couronnant une colonne et un chapiteau ouvragé encastrés dans l'angle d'un immeuble situé au carrefour de la rue de la bibliothèque et de la place Jean-Jaurès à Marseille.
Son œuvre majeure est le Monument à la mémoire des conquérants de Tombouctou du cimetière Saint-Pierre à Marseille, qui commémore le massacre du corps expéditionnaire du lieutenant-colonel Eugène Bonnier par les Touareg Ouelleminden.